# Pseudodynerus serratus
Pseudodynerus serratus är en stekelart som först beskrevs av Fox 1902.  Pseudodynerus serratus ingår i släktet Pseudodynerus och familjen Eumenidae.

## Underarter
Arten delas in i följande underarter:
- P. s. mondaiensis
- P. s. penicillatus
- P. s. griseus